# Maria-Pia Boëthius
Maria-Pia Boëthius, född 9 april 1947 i Täby församling i Stockholms län, är en svensk författare, journalist och feministisk debattör. Hon var medarbetare på Expressen 1968–1978.
Boëthius debuterade som författare 1976, med debattboken Skylla sig själv och skrev senare Heder och samvete (1991).
Hon är känd som en av "stödstrumporna", en kvinnopolitisk gruppering som inspirerade till bildandet av Feministiskt initiativ.

## Biografi

### Familj och bakgrund
Maria-Pia Boëthius tillhör lärdomssläkten Boëthius och är dotter till redaktör Carl Gustaf Boëthius (1915–2001) och sondotter till riksarkivarien Bertil Boëthius (1885–1974). Hennes mor Brita Andersén, född 1915, kom från Karelen och var dotter till baningenjör Anders Andersén. Författaren Gunilla Boëthius är hennes halvsyster.  
Om sina morföräldrars öden i Karelen har Boëthius skrivit i artikeln Hem till Ryssland.
Första gången var hon gift 1969–1973 med journalisten Jan Lindström (1937–2015) och andra gången 1984–1999 med Per-Henrik Bergfeldt (född 1946), son till Margen Aronsson och Haldis Bergfeldt, ogift Sand.

### Författarskap och journalistik
Efter studentexamen 1967 var Boëthius anställd på Expressen 1967–1978, tidningen City 1978, kolumnist i Vi och Aftonbladet 1979–1982, Nyhetsmorgon i Sveriges Radio 1983 och programledare för Levande livet i Sveriges Television 1983–1984. Hon har varit verksam som frilansjournalist och författare sedan 1979.
Maria-Pia Boëthius blev uppmärksammad för sin debut 1976 – Skylla sig själv. Denna debattbok med våldtäkt som tema som startade en debatt om offrets roll i våldtäkter. Den fick betydelse för den lagstiftning om våldtäkter som kom 1984, där offrets agerande och uppförande inte längre tillskrevs vikt.
Bland andra av Boëthius verk kan nämnas Heder och samvete (1991), som är en kritisk genomgång av den svenska neutralitetspolitiken under andra världskriget.
Under det tidiga 1970-talet hade Boëthius ett kärleksförhållande med Ulf Lundell. Romanen Jack är skriven i hennes sommarstuga. Boëthius förekommer i romanen (som journalisten "Marlena"), porträtterad på ett vis som hon inte uppskattade. Som svar skrev hon romanen Svensson, Svensson, vilken var hennes skönlitterära debut. Ulf Lundell porträtteras på ett mindre smickrande vis i denna roman.
Boëthius har skrivit mycket om andra världskriget och totalitära ideologier. I en artikel i ETC 2013 kritiserade hon den norske författaren Karl Ove Knausgård för att inte ha läst Hitlers Mein Kampf ordentligt och för vara okunnig om andra världskriget.

### Politisk verksamhet
Boëthius var en av de så kallade "stödstrumporna" som föreslog bildandet av ett särskilt kvinnoparti vid riksdagsvalet 1994. Partiet Feministiskt initiativ bildades år 2005. Boëthius har uttalat sitt stöd för detta parti, men vill själv i stället ägna sig åt medial opposition.
I oktober 2005 skrev hon en artikel i Svenska Dagbladet, under rubriken "Brännpunkt". Där menade hon att "kvinnovarandet" håller på att försvinna, och att detta ger många människor ångest; detta försvinnande är dock själva målet med feminismen och detta är enligt Boëthius orsaken till att Fi blivit så omdebatterat. Hon utgår i detta resonemang från en metaforik som anknyter till klasskampen och härleder tanken om att kvinnor är lika till patriarkatet; som en logisk följd, enligt Boëthius, kommer könsidentiteterna att försvinna med dettas fall. Negativa konsekvenser och fenomen till följd av patriarkatets påtvingade könsroller är enligt Boëthius bland annat anorexia, självmord, könsbyten, plastikoperationer och Viagra.
Trots hennes vänsterradikala bildspråk i detta, menar Boëthius att Feministiskt initiativ varken har eller behöver en gemensam ideologi annan än feminismen.

### Övrig aktivism
Boëthius har även kritiserat den svenska nyhetsrapporteringen och har liknat massmedierna vid en ockupationsmakt. Hon menar att journalistiken inte bör vara beroende av ekonomiska faktorer då det leder till att nyheterna blir populistiska och okontroversiella, och att mångfalden av massmedier skapat en homogen bevakning.
År 2011 var Boëthius passagerare på aktionen Ship to Gaza. I oktober år 2012 var Boëthius en av passagerarna på Ship to Gaza ombord på M/V Estelle, vilket ledde till att hon anhölls av israelisk militärpolis, men hon släpptes fri och fick återvända till Sverige.

## Priser och utmärkelser
- 1998 – Ture Nerman-priset
- 2000 – SEKO sjöfolks kulturstipendium
- 2002 – Dan Andersson-priset